# Sulzalp
Koordinaten: 47° 4′ 12,4″ N, 8° 58′ 5,8″ O; CH1903: 716180 / 214365
Die Sulzalp ist eine Alp bei Näfels im Schweizer Kanton Glarus.
Sie liegt im Oberseetal an der Ostflanke des Grates zwischen Zindlenspitz und Lachenstock auf 1400 bis 1800 m ü. M. Die Sulzalp ist meist unbewaldet; nur in kleinen Gebieten reicht die höhere Vegetation bis 1500 m.
Eine Magerwiese mit Orchideen ist auch auf der Alp.
Bewirtschaftet wurde die Alp von der Sulz (1372 m ü. M.) aus. Diese Ansammlung von Alpwirtschaftsgebäuden ist durch eine landwirtschaftliche Zufahrt erschlossen. Heute wird die Sulzalp nicht mehr bestossen.